# Lydia Rabinowitsch-Kempner
Lydia Rabinowitsch-Kempner (22 de agosto de 1871 – 3 de agosto de 1935) era una bacterióloga y médica lituano-alemana judía, conocida por su investigación sobre la tuberculosis y la salud pública. Fue la segunda mujer profesora en Prusia.
Lydia Rabinowitsch nació en Kovno, Imperio ruso (ahora Kaunas, Lituania). Fue educada en el gymnasium femenino de su ciudad nativa, y en latín y griego. Posteriormente, estudió ciencias naturales en las universidades de Zúrich y Bern (MD). Después de su graduación se fue a Berlín, donde el Profesor Robert Koch le permitió continuar sus estudios en bacteriología en el Instituto para Enfermedades Contagiosas.  Se convirtió en la segunda mujer de Prussia en ser profesora, y la primera de Berlín.
En 1895 se fue a Filadelfia, donde fue nombrada conferenciante y, posteriormente, profesora en la Universidad Femenina de Medicina de Pensilvania. Allí fundó un instituto bacteriológico, mientras continuaba sus estudios cada verano con el Profesor Koch en Berlín.
En 1896 dio una conferencia en el Congreso Internacional de Mujeres de Berlín sobre el estudio de medicina por mujeres en varios países. En el congreso científico de Breslau en 1904 presidió la sección de higiene y bacteriología.
En 1898 se casó con el Dr. Walter Kempner (1869-1920) de Berlín, donde regresó. Su hijo Walter Kempner (jr.) (1903-1997) fue también un doctor en medicina. Fue conocido por su dieta de arroz. Su otro hijo era el jurista Robert Kempner (1899-1993). Una hija, Nadja Kempner, murió por tuberculosis en 1932.

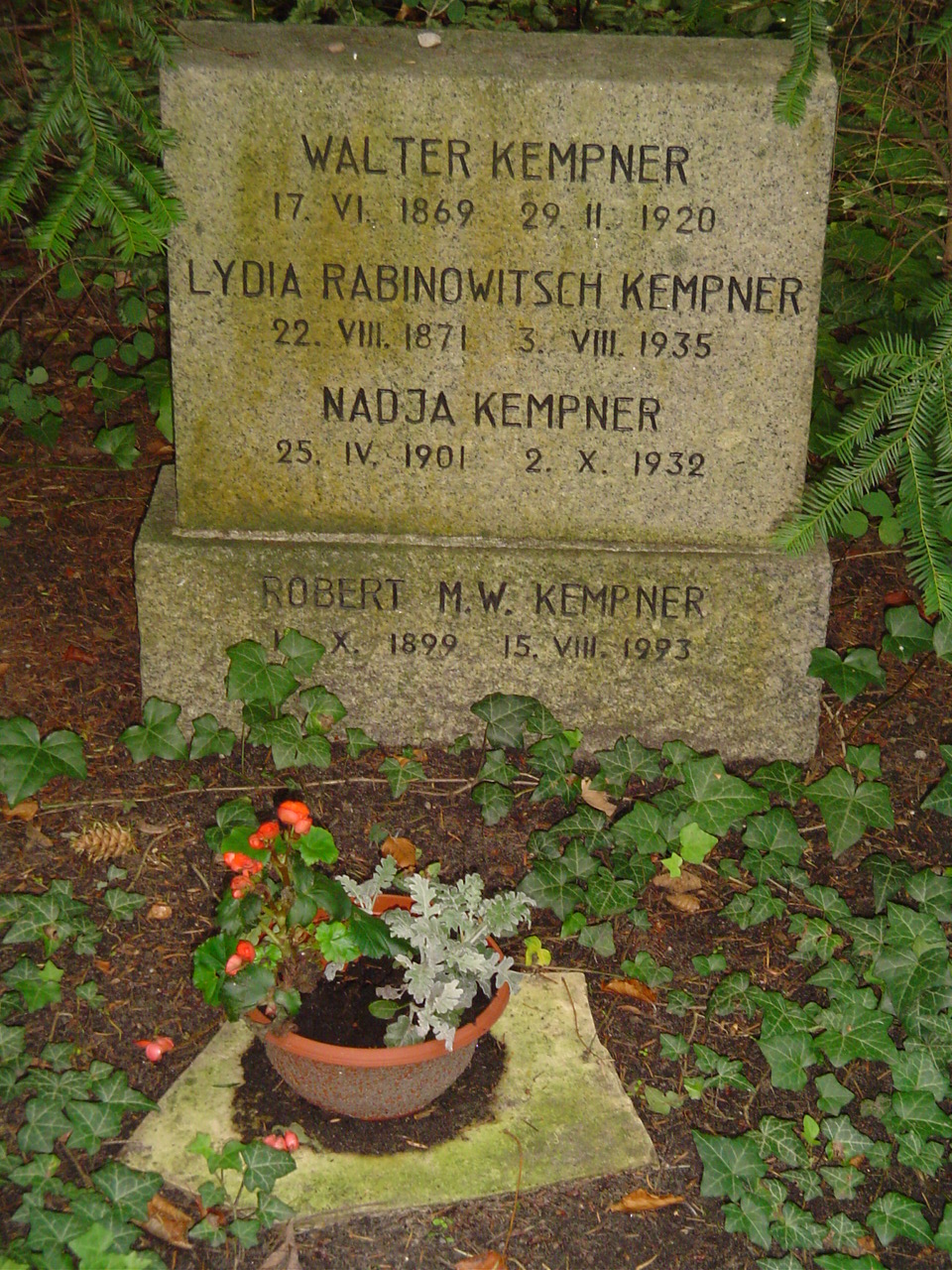
Lápida de las tumbas de Rabinowitsch-Kempner, su marido, hija e hijo Robert, Parkfriedhof Lichterfelde, Berlín.

Murió en 1935 en Berlín a los 63 años por causas desconocidas.